# Кахузская лазающая мышь
Кахузская лазающая мышь (лат. Dendromus kahuziensis) — вид грызунов рода африканских лазающих хомячков семейства незомиид (Nesomyidae).
Вид известен только по двум особям, пойманным на горе Кахузи в национальном парке Кахузи-Биега (Демократическая республика Конго, Центральная Африка). Обе особи были пойманы на расстоянии 100 метров друг от друга в густом горном лесу.
Международным союзом охраны природы виду присвоен статус «Находящийся в критическом положении», основные угрозы — незаконные вырубки и сжигание лесов в месте обитания вида.